# Hypothecla
Hypothecla là một chi bướm ngày thuộc họ Lycaenidae.